# キャタピラーズ
キャタピラーズは、かつて吉本興業大阪本社に所属していたお笑いコンビ。

## メンバー
もっちゃん（1988年6月28日（37歳）- ）本名・坂本 悠輔（さかもと ゆうすけ）
- ボケ担当。立ち位置は左。血液型O型。
- 大阪府和泉市出身、大阪府立泉大津高等学校卒業。
- 10歳年上と9歳年上の兄が二人おり、一番上の兄はNSCに入っていた過去がある。
- 6歳の時に両親が離婚し、母親と兄と暮らしていた。貧乏だったため、親戚の家に預けられることもあったが親戚の家にはゲーム機もソフトも大体の種類が揃っており、美味しいご飯も食べれたので、自分の家に帰るのことの方を嫌がっていたこともある。小学校低学年の早めの段階で、母親からしっかりと目を見て両肩に手を置かれ「サンタなんかおれへんからな」と言い聞かせられ真実を知る。高額なクリスマスプレゼントが用意できなかったためである。母親はバツ3でその他にも「今日からこの人がお父さんよ」が幾度かあった。2人の兄と、もっちゃんは父親が違うが、もっちゃんが孤独感や疎外感を抱かないよう3人とも名前に同じ「輔」の漢字が使われている。小学1年生の頃、母親が「ピュアハウス」というたこ焼き屋をやりながら同時に圧縮パンストも商品として陳列して販売するという商売をやっていた。2017年に父親、2021年に母親、と両親共に他界している。
- 高校の学費は奨学金を借りており、高校卒業後14年かけ2020年7月に完済している。
- 特技は顎の皮を伸ばし音を鳴らす「あごパッチン」。独学でギターとピアノが弾ける。ギターは中学3年生の時に次兄から譲り受け、その頃から弾いている。ピアノは2020年冬頃から、コロナ禍で家にいる時間が増えたため、当時の同居人であった花谷豊（マイスイートメモリーズ）のコントの小道具であったキーボードを借りて独学で弾くようになった。その上達の過程はYouTubeにアップされており、当時真夜中にツイキャスやインスタライブで練習配信をしていたこともあった。ラーメン屋・河童ラーメン本舗で6年程アルバイトをしていたので、設備と道具と材料さえあれば豚骨からラーメンスープを作れる。
- NSC入学前に、高校卒業後から半年ほど縫製工場で社会人経験がある。糸を機械にセッティングし反物に仕上げる仕事をしていた。その機械の扱いのコツを掴み器用で堪能だったため、若くして工場一棟を任されていた。退職後はアルバイトをし学費を貯めてNSCに入学。NSC入学を誘ってきた地元の友達は結局入学しなかった。
- 『ねぐらもぐら』というコンビをNSC入学後同期の山下と組み、2回の解散を経て通算7年間活動ののち、2016年5月3日に道頓堀ZAZA POCKET'Sでゲストにカキツバタ（現ナナ・山根リチャードの前身コンビ）を迎えたネタ3本勝負ライブを最後に、2016年5月6日解散、相方の山下は芸人を引退。その後、相方が見つかるまでの約9ヶ月間、ピン芸人「さかもと小僧」として活動。フリップネタや創作落語を披露していた。現在でも単独ライブにて、しげみがピンネタをする際にはもっちゃんもピンネタを用意する。
- 四肢に力が入りにくくなったり、重症の場合は食道の筋力も衰えるため食べ物が喉を通りにくなったり、呼吸不全も起こすこともあるというギラン・バレー症候群であったが、完治している。
- 2021年6月11日のYouTube生配信にて芸名を「さかもと」から「もっちゃん」に改名した。のちに芸人人生を振り返った時にあの時改名しておけばよかったと後悔するよりはやっておきたい、また、ファンの人から気難しく怖い人という印象を持たれていることがあるためもっと親しみを持って接して欲しい、先輩後輩含めみんなに可愛がられたい、という理由である。キャタピラーズ解散後しばらくはもっちゃんだったが、1年後くらいにさかもとに戻している。
- きのした（帝国チーズグラタン）、大二（ナナ）、作家のかもと4人でルームシェアをしていた。(2021年12月ルームシェア解体)
- 好きな食べ物は焼肉。嫌いな食べ物はグリーンピース、手を加え工夫しないと単体では食べられないもの（こんにゃく、わかめ、ちくわなど）。自炊はあまりしない。
- 好きなお酒は麦焼酎ソーダ割り。吸っている煙草はKENTメンソール　アイブースト1mg 100s BOX。

しげみうどん（1989年2月22日（36歳）- ）本名・重見 佳佑（しげみ けいすけ）
- ツッコミ担当、立ち位置は右。A型。
- 愛媛県新居浜市出身、愛媛県立新居浜工業高等学校卒業、ボイラー技師の資格を持っている。
- 父は大工。8歳下の妹が一人おり、通称のんちゃんと呼ばれている。
- 妹は高校卒業後にYCC（旧・よしもとクリエイティブカレッジ）に入学し、現在大阪よしもとブロードエンタテインメントの社員である。キャタピラーズの単独ライブに来て実の兄を出待ちし、しげみにサインをもらう時に手が震えていた。母も単独ライブに妹と来ており、最後に並んで大量の食料やお土産などを実の息子に渡しては、どのファンよりも長く話し込んでいた。キャタピラーズYouTubeラジオ「ゴーゴーキャノン」のお便りのコーナーに投稿していたのもほとんどがしげみの妹だった。もっちゃんいわく「キャタピラーズのファンすぎる妹」。失恋した際にしげみに電話をして泣きながら話を聞いてもらったり、兄妹で飲みに行く仲だが、8歳離れていたためしげみは子どもの頃遊びの種類が合わないことと幼い妹がついて回るのをダサいと思っていたため、妹を毛嫌いしてた過去もある。大人になってからそのことをどう思っていたのか妹に聞いたところ、特にそのことについては嫌な気持ちにはならなかったが、しげみ自作の変な歌を覚えさせられて歌わされるのが怖かったとのこと。
- 高校生のころ、ネットゲームのしすぎで父親に殴られたことがある。
- ひとりで秘密基地を作っていたことがある。
- 芸人になろうと思ったきっかけは、岡村隆史（ナイティンナイン）がテレビ番組で「NSCっていう吉本の養成学校があって〜」というNSC時代のエピソードトークをしていたのを聞いて、その学校に入れば芸人になれると知ったからである。
- 芸歴8年目の春、前身コンビ・ヒーローマシーンズ解散後、愛媛県出身という理由だけで「柑橘るい」という芸名を名乗っていたことがある。baseよしもとのゴングショー形式の公開オーディション・tryワラb一次予選を受けたことがあり「どうもー！柑橘　るいでーす！」と名乗っただけでなぜかすごくウケたため、びっくりしすぎてネタが飛び、何とか思い出せて仕切り直しネタに入ったが、ひとくだり目のボケでゴング音が鳴り強制終了した。本人も何がそんなにウケたのかわからなかったため、作家からのダメ出しも聞くことなく帰宅した。当時は「お前をドライアイにしてやろうかあ！！」とお客さんを威嚇するドライアイ漫談をしていた。しげみ自身、ドライアイであり、視力もとても悪い。
- ヒーローマシーンズを解散した時点で芸歴が8年目に突入した頃だったため、これから相方が出来るとは思いもしなかったので芸人人生最後のピン芸人として活動するにあたって、自分には何があるのか考えた時、うどんを粉から打つのが趣味だったので、これだ！と思い、うどん芸人としやっていくことを決意。また、うどん好きでうどんを打てること知ってくれている知人の経営するバーで手打ちうどんを出すアルバイトをしていたことが芸名の由来である[1]。うどんを打ち始めたきっかけは、芸人としての仕事もなく、アルバイトでの収入にも限界がありお金があまりなかったがお腹が減り、家にあった小麦粉と塩と水でうどんが打てると知り、飢えを凌ぐために作り始めたのがきっかけである。ちなみにその時、3日間何も食べていなかった。お店で修行したり誰かに教わったわけではなく、インターネットやYouTubeで作り方を調べた。好きな食べ物1位は焼肉、2位はお寿司、3位がうどんのため、うどんが何よりも好きと言うわけではない。
- 持ちギャグは「ちゅるちゅるー！」。その時のポーズもあり、左手でお椀を、右手で箸を表している。他にも「ええんやらわるいんやら」。「経済回してる」。「よきにはからえ」。などがある。
- 趣味はハーモニカ、アメコミ、ゲーム、工作。特技は粉からのうどん手打ち、うどんの早打ち、うどん店巡り。2020年以降はドローンにもハマっているなど、多趣味多才。解散後は編みぐるみにハマり、よくテディーベアを編んでいた。
- ユニバーサル・スタジオ・ジャパンで1年ほどアルバイトしていた。
- 先輩である友保隼平（金属バット）が「しげみはかわいい」と以前から言っており、現在も2人で飲みに行くなど交流がある。
- 大腿骨骨頭に存在する軟骨に変形が生じるペルテス病で、15分ほど走ると左足が麻痺する。日常生活に支障はなく、治すためには成功率30%の手術を受ける必要がある。
- 2019年1月の単独ライブにて催眠術に非常にかかりやすい体質であることが判明した。キャタピラーズ公式YouTubeチャンネルにて一升瓶をあけきるまで飲み続けた配信「一升瓶9時間生配信」では相方のもっちゃんから、酔っ払った状態で催眠術をかけられ数々のパワーワード[要説明]を生み出した。
- てらうち（黒帯）、さかけん（帝国チーズグラタン）とルームシェアしていた。そのルームシェアの様子はYouTubeチャンネル「塩草3DK屋上バルコニーにようこそ」にアップされているが、それを見たもっちゃんから、腑抜け動画と呼ばれている。動画編集はしげみがしている。その後、さかけんがかねてより付き合っていた彼女との結婚により出て行き、ナナ・大二が代わりに加入。さらにその後てらうちが収入が上がったため一人暮らしをし出て行き、ルームシェアオーディションを黒帯会議のYouTube(2023年4月14日&15日UP回)で開催し、イノシカチョウのムギが加入している。
- 自炊をよくする。Instagramに自作の料理の写真がアップされているが、見た目のインパクトがある男飯で、創作料理すぎて組み合わせが時々おかしい。
- インスタライブにて毎日ハーモニカ練習配信、ミルダムにてPUBGmobileのゲーム実況配信をしている。ミルダム公式配信者である。
- しげみうどんのファンは通称「ちゅるリスト」「ススリスト」「出汁（弟子）」と呼ばれる。
- UTmeにて自身のデザイン「しげみうどんTシャツ」を販売中。しげみうどん自身、私服はこれを着ていることが多い。
- 2021年5月4日、よしもと漫才劇場LINELIVEにて配信された『マンゲキBIG3を確保せよ！〜ノーマル王〜』にて、ノーマル王に決定した。
- 好きなお酒はビール、吸っている煙草はチョイス　ダブルメンソール（手巻き煙草）。

## 経緯
大阪NSC30期生でシャンポリオン、ヒーローマシーンズなどのコンビで活動した後ピン芸人として活動していたしげみと、大阪NSC32期生で「ねぐらもぐら」として活動し解散後はピン芸人「さかもと小僧」で活動していたもっちゃんが2017年2月にコンビを結成。結成以前より2人は、次郎（元・ムニムニヤエバ、現在は引退）らと芸人数組で同居していた。
もっちゃんとしげみの出会いはライブの寄席小屋。何度か出演が被っており、気がついたら話すように。もっちゃんは、誘ったら気軽に飲みに連れて行ってくれる先輩のしげみに懐いていた。しげみもそんなもっちゃんに好感を持っており、他に声をかけてくれる後輩もいなかったので誘いを嬉しく思い自分と同じく酒好きのもっちゃんをかわいがっていた。
2015年、しげみが住んでいたルームシェア解消により住む家がなくなり、もっちゃんが世帯主のルームシェアハウスに同居するようになる。もっちゃんからは「しげみさん、住むとこないならうちきますか？3LDKに4人で住んでますけど、ちょうど一人出て行くんで」と誘われ住み始めたが、結局、出ていくはずの同居芸人が東京進出すると言いながら全く東京進出をしなかったため、半年近くしげみうどんに部屋はなく、リビングに後輩と2人で住んでいた。そのためこの頃、しげみは1人の時間がなく機嫌が悪かった。もっちゃんとしげみはコンビを組んでしまったため、それぞれ一番仲の良かった先輩後輩を失いビジネスパートナーになってしまったので、仕事の始まりと終わりがわからなくなり、衣食住を共にしていると相方の私生活での行動も気になってしまい、お互いの部屋の間のリビングで喧嘩が勃発するため、リビングに住んでいる後輩芸人が仲裁に入らざるを得ないことも増え、このままではよくないと、しげみが2019年10月末をもって退去している。
2016年年末頃、もっちゃんがしげみにコンビ結成の話を持ちかける。
結成を申し込まれたしげみはうどん芸で売れようか、コンビ結成の話を受けようか迷い、もっちゃんに対して返事を約3か月間待たせた。
その後、もっちゃんとしげみが同じライブに出演していた際、舞台上でのトークコーナーでの掛け合いやユニット漫才がウケていたことから、それを見ていたトランスフォーム福田（マイスイートメモリーズ）が「もう、組んだらええやん！」と言ったことを受け、保留中だったコンビ結成の話し合いが真剣に進み、2017年2月6日、キャタピラーズ結成に至った。
コンビ名は、名乗るために必要なので絞り出し、2人でそれぞれ思いつく名前を挙げていき、最終的にキャタピラーズ/パタゴニアンZ/ペペペ/チャチャチャが残った。そのトーナメント会議を勝ち抜いたコンビ名がキャタピラーズである。
よってコンビ名の由来は特にはないが、後付けで「どんな険しい道のりも、乗り越えていきたいと思います、キャタピラのように」という意味を持たせている。これはもっちゃんが漫才のつかみで言うこともある。
出囃子はSHISHAMOの『君と夏フェス』。以前はSHISHAMOの『明日も』だったが、イントロが長いため出て行くタイミングが遅くなるので変更した。漫才の登場時にサンパチマイクの高さを調節するのはしげみの役目である。
2017年9月18日、コンビ結成7か月で新人お笑い尼崎大賞の漫才・コント等の部にて大賞受賞。また同年のM-1グランプリに出場し、コンビ結成1年目ながら準々決勝進出を果たした。
コンビ結成後はよしもと漫才劇場の劇場所属のためのオーディションライブ「UP TO YOU!」に出演しており、「UP TO YOU! サバイバルステージ」を勝ち抜いた芸歴8年目以上の芸人が劇場所属をかけて漫才劇場所属の8年目以上の芸人全組とのネタバトルに挑む「グランドバトル」には当時最多となる5回出演(のちに鬼としみちゃむが最多の8回を記録する)。2018年8月9日、5度目の挑戦で「総合順位の10位以内にランクイン」という劇場所属の条件をクリアし、無事よしもと漫才劇場のメンバーとなった。
2021年12月17日、12月19日のライブ出演をもって解散することを発表した。解散後は2人とも吉本興業に所属し、芸能活動を継続。
最後によしもと漫才劇場に出演した日は、2021年のM-1グランプリの放送日時と被っていた、極ショートネタというライブで待ち時間は1分、出番はトップなうえに、公演の趣旨がショートネタだったため漫才というよりは1分間、出順と解散するという事実を冒頭でトークし、ショートの持ちネタをして、解散した。
しげみは、31期の元ピン芸人ガオ〜ちゃんと2022年12月1日に「らいおんうどん」を結成し、さかもとは、33期の元おたまじゃくしほりおと2023年3月12日に「おもち」を結成している。
おもちは正式結成前のユニット時代からのコンビ名で、のちに「春すけ(しゅんすけ)」と改名したが、はるすけと読み間違えられることが多かったため「しゅんすけ」に改名している。

## 賞レースの成績
- 2017年 第18回 新人お笑い尼崎大賞 漫才・コント等の部 大賞
- 2017年 キングオブコント 2回戦進出
- 2017年 M-1グランプリ 準々決勝進出
- 2018年 キングオブコント 2回戦進出
- 2018年 M-1グランプリ 3回戦進出
- 2019年 M-1グランプリ 準々決勝進出
- 2020年 M-1グランプリ 準々決勝進出
- 2021年 キングオブコント 準々決勝進出
- 2021年 M-1グランプリ 準々決勝進出

## 出演

### テレビ
- 運ロワイアル ～芸人100人容赦なき運バトル～（読売テレビ、2018年2月26日）[3]
- マヨなか笑人（読売テレビ、2019年5月31日）[4] - しげみのみ
- オールザッツ漫才（毎日放送、2019年12月29日）
- 松本家の休日（朝日放送、2020年5月9日） - しげみのみ
- 東野幸治のニッポン強靭化計画（朝日放送テレビ、2021年1月11日)[5]
- 2時45分からはスローでイージーなルーティーンで（関西テレビ、2021年6月11日 - ）

### ラジオ
- キャタピラーズの耳の穴から声つっこんでお口キャタキャタ笑かしたろかい!→キャタピラーズの耳の穴から声つっこんでお口キャタキャタ笑かしたろかい！SUPER！→聞いてNight 誰さんDay!?→ラビットラとキャタピラーズの今夜もスベり知ラズ!?（FMaiai、2018年4月6日 - ）
- オンスト（YES-fm、不定期出演）
- 祇園のNEXT芸人コレクション!（ラジオ大阪、2018年9月25日）
- DAIKIN presents LOVE FLAP HOLIDAY SPECIALOH! MY COOL AIR （FM OH!、2019年7月15日 中継レポーターとして出演）

### WEB
- キャタピラーズのゴーゴーキャノン（YouTube、2017年6月15日 - 不定期更新）
- 長原成樹のやん茶の間（SHOWROOM、2017年7月19日・6月26日） - しげみのみ
- アキナのホビーナイト（SHOWROOM、2017年7月19日・2018年6月25日） - しげみのみ
- 笑い飯のアピールナイト（SHOWROOM、2018年7月3日） - しげみのみ
- 大阪チャンネルpresents もっともっとマンゲキ（大阪チャンネル、ひかりTV　2018年10月3日、10月10日（代演）、11月22日、12月26日、1月16日）

## ライブ
単独ライブ
- 2017年
  - キャタピラーズ単独ライブ「キャ単ピラー独ズ」（2017年11月5日、道頓堀ZAZA POCKET’S）
- 2018年
  - キャタピラーズ単独ライブ「キャ単ピラー独ズVo.2」（2018年6月21日、道頓堀ZAZA HOUSE）
  - 「夏だ！朝日だ！4組合同単独ライブだ！（2018年7月5日、朝日劇場） - 丸亀じゃんご、雷鳴、おたまじゃくしとの各組30分ずつの合同単独ライブ
  - キャタピラーズ単独ライブ「キャ単ピラー独ズVo.3」（2018年8月6日、道頓堀ZAZA HOUSE）
  - キャタピラーズ単独ライブ「キャ単ピラー独ズVo.4〜よしもと漫才劇場〜」（2018年10月11日、よしもと漫才劇場）
  - キャタピラーズ単独ライブ「キャ単ピラー独ズVol.5」（2019年1月26日、よしもと漫才劇場）
- 2019年
  - キャタピラーズ単独ライブ「キャ単ピラー独ズVol.6」（2019年4月20日、よしもと漫才劇場）
  - キャタピラーズ単独ライブ「キャ単ピラー独ズVol.7」（2019年7月21日、よしもと漫才劇場）
- 2020年
  - キャタピラーズ単独ライブ「キャッターーー!!!」(2020年1月12日、道頓堀ZAZA HOUSE）
  - キャタピラーズ単独ライブ「キャタピラーズ」（2020年7月12日、よしもと漫才劇場）
  - キャタピラーズ単独ライブ「キャタピラーズ！」（2020年10月17日、よしもと漫才劇場）
  - キャタピラーズ単独ライブ「キャタピラーズ!!」（2020年11月13日、よしもと漫才劇場）